# Xie Zhiyu
Xie Zhiyu (chinesisch 谢智宇, Pinyin Xiè Zhìyǔ; * 24. März 2000 in Zhoukou) ist ein chinesischer Hürdenläufer, der sich auf die 400-Meter-Distanz spezialisiert hat und über diese Distanz aktuell Inhaber des chinesischen Landesrekordes ist.

## Sportliche Laufbahn
Erste internationale Erfahrungen sammelte Xie Zhiyu im Jahr 2023, als er bei den Asienmeisterschaften in Bangkok in 49,19 s den vierten Platz über 400 m Hürden belegte. Anschließend gewann er bei den World University Games in Chengdu mit neuem Landesrekord von 48,78 s die Bronzemedaille hinter dem Taiwaner Peng Ming-yang und İsmail Nezir aus der Türkei. Zudem belegte er mit der chinesischen 4-mal-400-Meter-Staffel in 3:05,56 min den vierten Platz. Kurz darauf schied er bei den Weltmeisterschaften in Budapest mit 49,57 s im Halbfinale aus und im Oktober gewann er bei den Asienspielen in Hangzhou in 49,16 s die Bronzemedaille hinter den Katarern Abderrahman Samba und Bassem Hemeida. Im Jahr darauf schied er bei den Olympischen Sommerspielen in Paris mit 49,59 s in der Hoffnungsrunde aus. 2025 belegte er bei den Asienmeisterschaften in Gumi in 50,57 s den siebten Platz.
2019 wurde Xie chinesischer Meister im 400-Meter-Lauf sowie 2019 und 2021 über 400 m Hürden.

## Persönliche Bestzeiten
- 400 Meter: 46,30 s, 15. August 2019 in Taiyuan
  - 400 Meter (Halle): 47,26 s, 15. Februar 2023 in Jinan
- 400 m Hürden: 48,78 s, 4. August 2023 in Chengdu (chinesischer Rekord)